# كارابانوفو
كارابانوفو (بالروسية: Карабаново) هي إحدى مدن روسيا في الكيان الفدرالي الروسي فلاديمير أوبلاست.